# Taverna

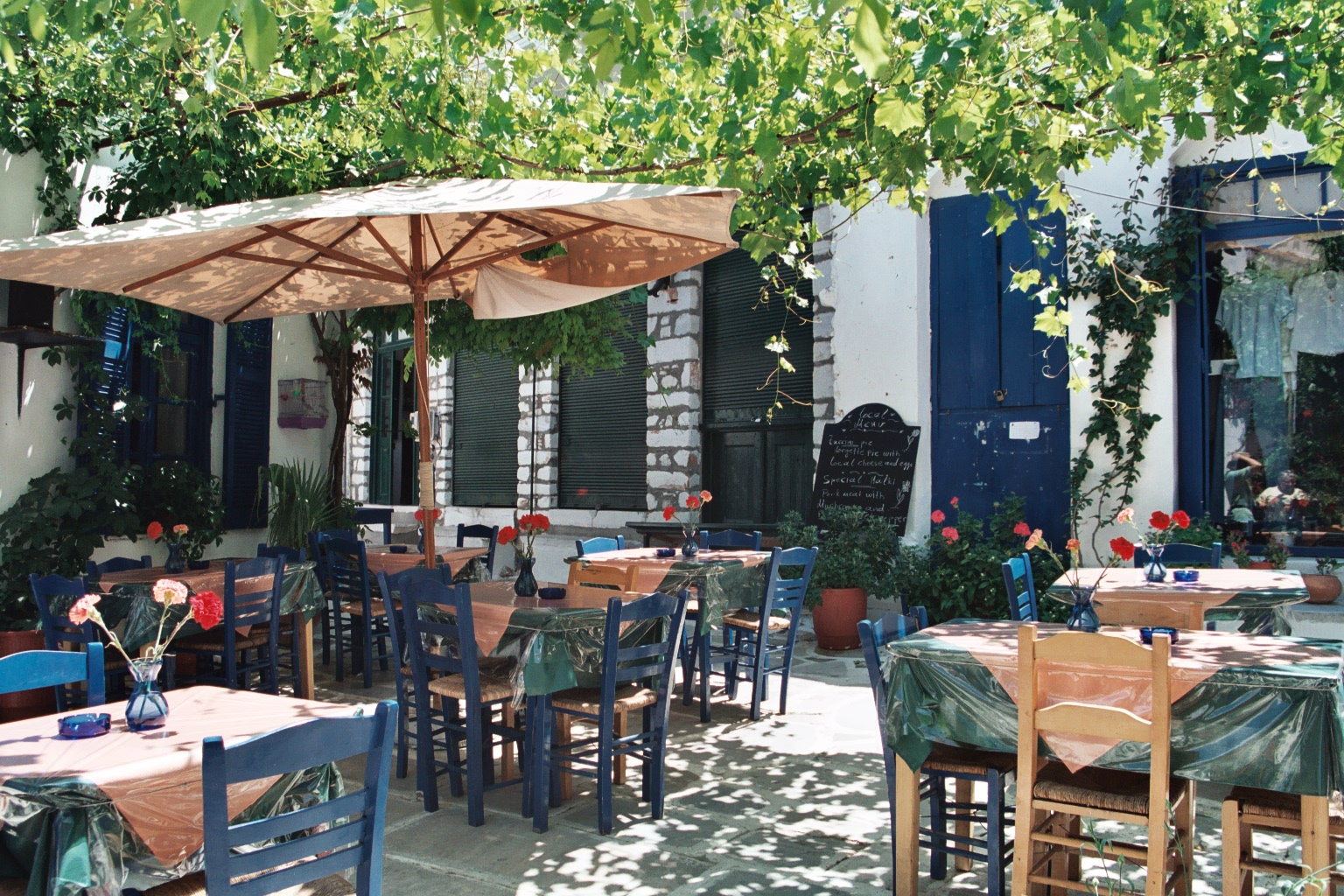
O taverna pe insula grecească Naxos

O taverna (în greacă ταβέρνα) este un mic restaurant grecesc⁠(d) în care se servesc preparate din bucătăria grecească⁠(d). Taverna este o parte integrantă a culturii grecești și a devenit familiară persoanelor din alte țări care vizitează Grecia, precum și persoanelor care frecventează tavernele (ταβέρνες, la plural) înființate de grecii expatriați⁠(d) în țări ca Statele Unite ale Americii și Australia.

## Etimologie și istorie
Taverna (în greacă ταβέρνα) este un cuvânt preluat din latinescul taberna (la plural tabernae), care înseamnă „magazin” (vezi taberna⁠(d) romană). Cuvântul latin era derivat la rândul său din tabula, care înseamnă „masă”.
Cele mai vechi mărturii arheologice ale unui restaurant grecesc au fost descoperite în Agora din Atena⁠(d) în timpul săpăturilor efectuate de Școala Americană de Studii Clasice⁠(d) la începutul anilor 1970. Cantități mari de ustensile de gătit și de mâncat, precum farfurii, castroane, caserole cu capac, rotisoare⁠(d) pentru frigerea cărnii, mojare pentru tocat și măcinat, precum și un clopot pentru un vas de gătit și o varietate de ulcioare, s-au găsit în acea taverna. Au fost găsite, de asemenea, cantități mari de oase de pește și rămășițe de crustacee, ceea ce dezvăluie că meniul restaurantului era format din stridii, midii⁠(d), Murex⁠(d) și pești mari. Un magazin de vinuri din apropiere, asociat posibil cu restaurantul, servea vin local din Attica, precum și o mare varietate de vinuri importate din Chios, Mende⁠(d), Corint, Samos și Lesbos.
Localurile care serveau vin au fost, de asemenea, prezente în Imperiul Bizantin, așa cum demonstrează o dispoziție a autorităților din secolul al X-lea d.Hr. care stabilea o oră de închidere⁠(d) pentru a preveni „violența și revoltele” induse de consumul de alcool.

## Funcționare
Tavernele se deschid de obicei la prânz, iar programul de servire a cinei începe la ora 20:00 și atinge apogeul în jurul orei 22:00. Pe măsură ce turismul s-a dezvoltat în Grecia, numeroase taverne au încercat să-și satisfacă vizitatorii străini cu meniuri în limba engleză, iar multe dintre ele apelează la persoane insistente („tout⁠(d)”) pentru a-i atrage înăuntru pe vizitatori. În mod similar, tavernele din zonele turistice plătesc comisioane ghizilor turistici care aduc acolo grupuri de turiști.

## Meniuri
Un meniu tipic pentru o tavernă modernă include adesea:
- Pâine, de obicei franzele grecești, iar uneori pita⁠(d)
- Carne de miel, porc sau vită
- Salate precum salata grecească⁠(d)
- Aperitive sau antreuri precum Tzatziki⁠(d) (sos de iaurt, usturoi și castraveți), Melitzanosalata⁠(d) (sos de vinete), Tirokafteri⁠(d) (brânză feta bătută, cu ardei iute și ulei de măsline), Spanakopita⁠(d) și dolmades sau dolmadakia - (amestec de orez cu ierburi proaspete precum mentă și pătrunjel și, uneori, nuci de pin - și în unele regiuni se adaugă carne tocată - strâns învelită cu frunze fragede de struguri și servit cu un sos de lămâie gros și cremos)
- Supe precum Avgolemono⁠(d) (supă cu ou și lămâie) și fasolada (ciorbă de fasole)
- Paste cum ar fi spaghetti napolitano, Pastitsio⁠(d) (straturi coapte de paste groase și amestec de carne tocată acoperite cu un sos bechamel gros)
- Mâncăruri din pește și fructe de mare, cum ar fi pește proaspăt prăjit, cod sărat⁠(d) prăjit servit cu skordalia (sos de usturoi⁠(d)), calmar prăjit și caracatiță
- Mâncăruri coapte (magirefta), inclusiv o mare varietate de mâncăruri de legume de sezon, cum ar fi musaca (vinete sau dovlecei, carne tocată și sos bechamel)
- Mâncăruri la grătar, cum ar fi Souvlaki⁠(d)
- Vin, inclusiv Retsina⁠(d), Mavrodafni⁠(d) și alte soiuri grecești de vin roșu/alb
- Bere
- Băuturi spirtoase precum Ouzo⁠(d), Tsipouro⁠(d) și coniac Metaxa⁠(d)
- Fructe
- Deserturi precum baclava, Galaktoboureko⁠(d) etc.

## În literatură și artă
Personajul principal din piesa Shirley Valentine⁠(d) (1986), scrisă de Willy Russell⁠(d) și adaptată în 1989 într-un film britanic⁠(d) după scenariul dramaturgului, își părăsește soțul și familia din Liverpool pentru o vacanță în care are o aventură cu un chelner de la o tavernă și ajunge în final să lucreze acolo.

## Galerie

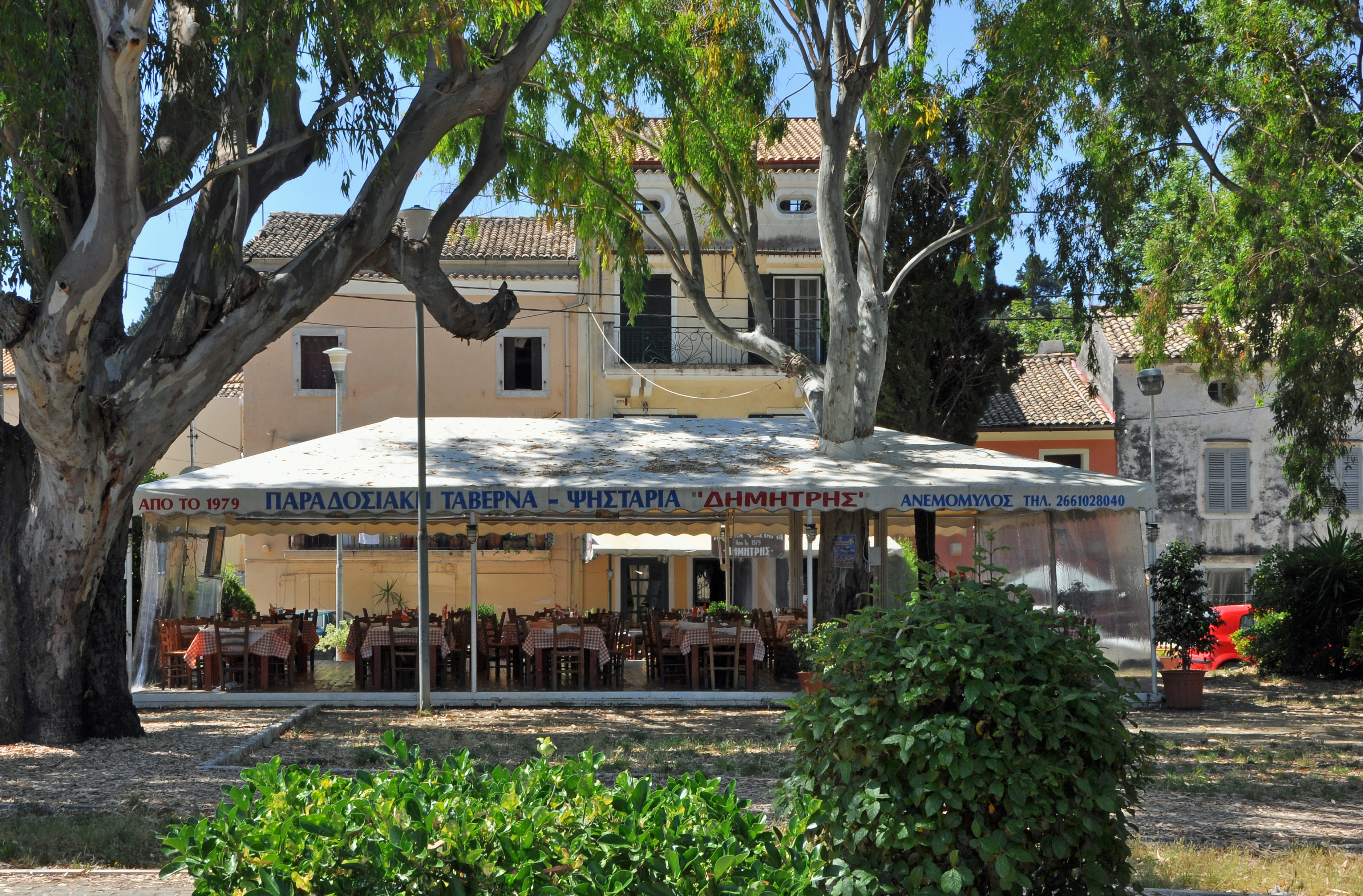
O taverna în districtul Anemomilos al orașului Corfu.
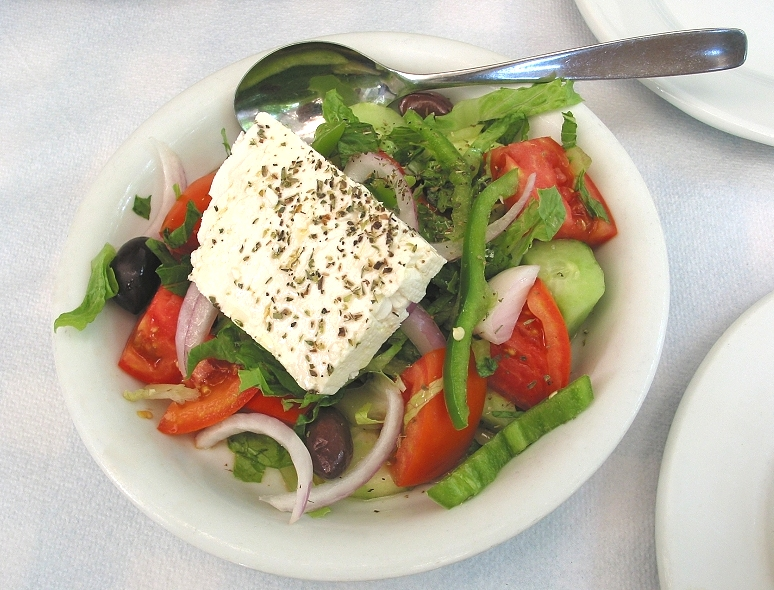
Choriatiki⁠(d), o salată grecească tipică servită într-o taverna.